# الليمس
الليمس (باللاتينية: Limes) مجموعة من الأنظمة العسكرية والدفاعية والاقتصادية التي شكلت حزاما واقيا للامبراطورية الرومانية في وجه الثورات وتثبيتا لهيمنة روما الاستعمارية. كانت النظم الدفاعية مكونة من شبكة من الطرق والحصون العسكرية ومراكز الحراسة والجسور ومخازن التموين. 
امتد الليمس على أكثر من 5،000 كم من ساحل المحيط الأطلسي في شمال بريطانيا، مرورا عبر أوروبا إلى البحر الأسود، ومن هناك إلى البحر الأحمر وشمال أفريقيا عودة إلى ساحل المحيط الأطلسي.

## أجزاء الليمس

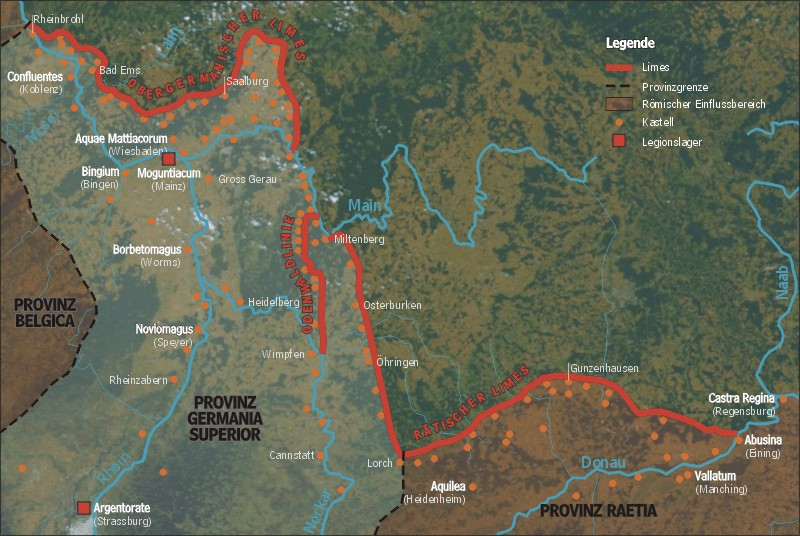
خريطة توضح الليمس في جزئه المسمى الحصون الجرمانية.

احتوى الليمس على العديد من الأجزاء من بينها:
- الحصون الجرمانية،
- سور هادريان،
- الليمس العربي،
- الليمس التريبوليتاني (الطرابلسي)،
- الخندق الأفريقي.